# Hodász
Hodász là một làng thuộc hạt Szabolcs-Szatmár-Bereg, Hungary. Làng này có diện tích 26,49 km², dân số năm 2010 là 3312 người, mật độ 125 người/km².